# Enneapterygius kosiensis
 Enneapterygius kosiensis és una espècie de peix de la família dels tripterígids i de l'ordre dels perciformes.

## Morfologia
- Els mascles poden assolir 1,9 cm de longitud total.[3][4]

## Hàbitat
És un peix marí de clima tropical i associat als esculls de corall que viu fins als 30 m de fondària.

## Distribució geogràfica
Es troba al nord de KwaZulu-Natal (Sud-àfrica).